# Altersbestimmung (Archäologie)
Bei der Altersbestimmung von archäologischen Funden gibt es verschiedene Datierungsmethoden, die man in zwei große Gruppen unterteilen kann: relative und absolute Altersbestimmung.

## Relative Datierungsmethoden
Bei einer relativen Datierungsmethode werden lediglich Aussagen darüber getroffen, ob eine Fundschicht „älter“ oder „jünger“ ist als beispielsweise die umgebende Bodenschicht (besser Begehungshorizont).

### Relative Datierung durch Stratigraphien

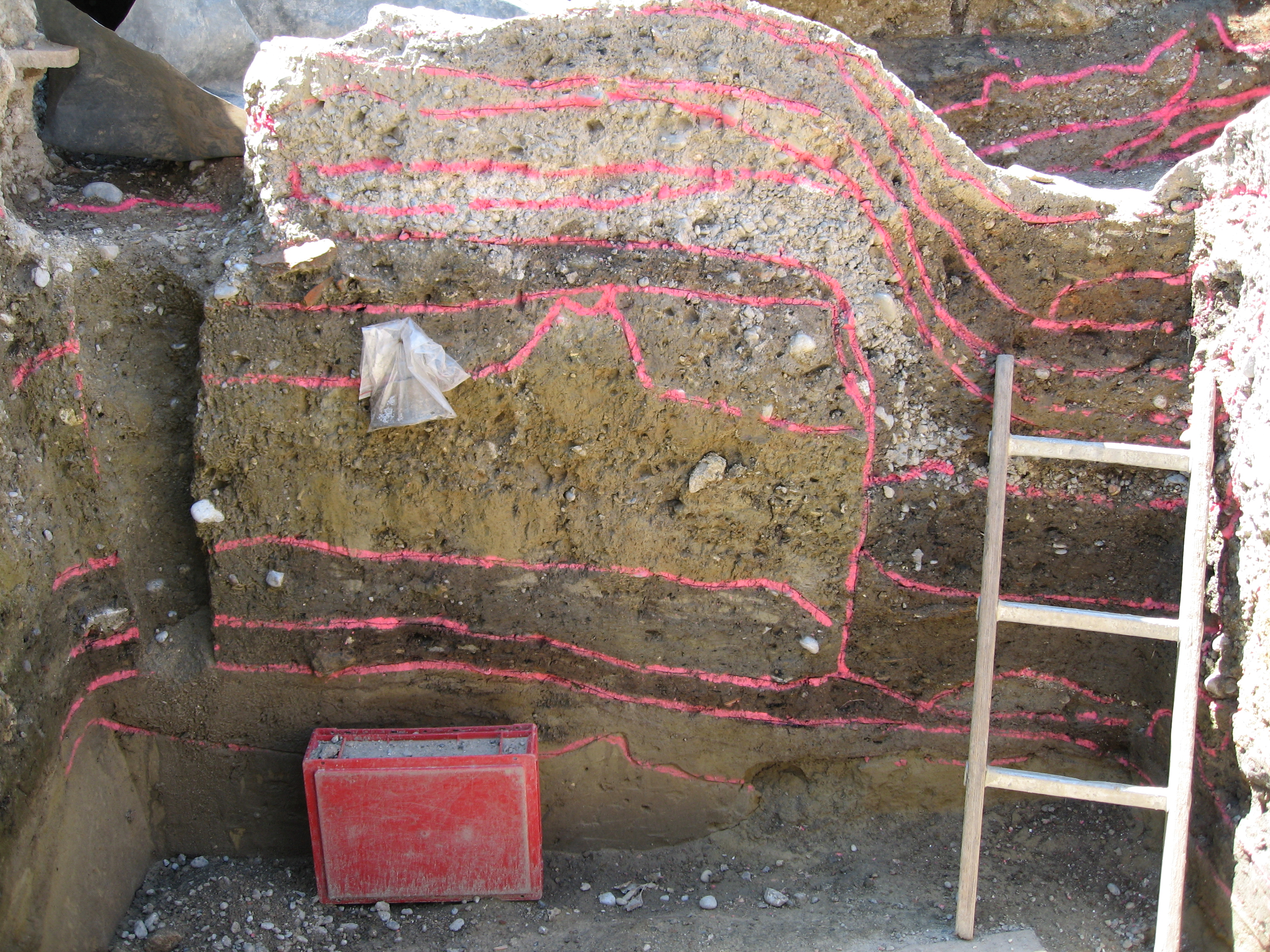
Archäologisches Schichtprofil in einer Stadt (Augsburg)

Im Regelfall gilt als Leitprinzip, dass untere Schichten eher abgelagert worden sind als obere, und somit ältere Schichten unter jüngeren zu finden sind (Stratigraphisches Prinzip). Ähnlich wie bei relativen Altersbestimmungen der Geologie wird nur die Abfolge der Schichten festgestellt, ohne das tatsächliche Alter zu messen.
Ausnahmen kommen etwa bei Umlagerungen oder Überschiebungen vor: So könnte in einem archäologischen Befund älteres Material durch Umschichtungen bei Bauarbeiten oder durch Erosion an einem Hang über jüngerem Material abgelagert worden sein. In der Geologie kommen vergleichbare Ereignisse vor: Ein Gesteinsblock wird durch tektonische Prozesse angehoben, und über einen (nicht angehobenen) jüngeren geschoben. Derartige Prozesse sind selten und durch Aufnahme eines Gesamtbildes identifizierbar.

### Relative Datierung durch Fundzusammensetzungen
Die zeitliche Änderung von Gegenstandsformen, verwendeten Materialien oder Handwerkstechniken führt dazu, dass sich die Zusammensetzung der Fundgegenstände in geschlossenen Funden wie Gräbern, Abfallgruben und Depotfunden in charakteristischer Weise verändert. Eine solche relativchronologische Abfolge lässt sich mit Kombinationsstatistiken oder in einer Seriation darstellen.
Veränderliche prozentuale Anteile von Artefakttypen können auch für die relative Chronologie ganzer archäologischer Kulturen oder Zeithorizonte ausschlaggebend sein. Für die relative Datierung ist also nicht die Anwesenheit oder das Fehlen eines einzelnen Objekts entscheidend, sondern seine relative Häufigkeit. Modellhaft lässt sich das so begründen, dass eine Form in einer Zeitstufe erfunden wird aber noch selten ist, in der nächsten Stufe ist sie dann allgemein bekannt und wird viel benutzt und in der nächsten wird sie bereits langsam von einer neuen Form verdrängt.

### Chorologische Methoden
Eine chorologische Methode, die bei der Auswertung von Gräberfeldern erfolgreich sein kann, ist die so genannte Horizontalstratigraphie. Wenn in einem Bestattungsplatz unterschiedliche Regionen zu unterschiedlichen Zeiten benutzt wurden, sind auch chronologisch relevante Grabbeigaben einer gewissen Zeit nur in der zugehörigen Region des Gräberfeldes zu finden. Die Kartierung der Beigaben auf dem Gräberfeldplan erlaubt es dann, unterschiedliche Belegungsphasen im Kartenbild zu erkennen.

### Fluor-Datierung
Knochen und Zähne bestehen zu einem hohen Prozentsatz aus Hydroxylapatit, der ohne weiteres Fluorid an sich binden kann, woraus das weitaus härtere, säurebeständige und wasserunlösliche Fluorapatit entsteht. Diese Einlagerung von Fluor endet nicht mit dem Tod des Individuums, sondern kann sich auch in Fossilien fortsetzen, sofern sie durch das Grundwasser weiterhin mit Fluor in Kontakt kommen. Je länger die Lagerung von Fossilien in fluorhaltigen Böden andauert, desto mehr Fluor dringt in die Knochen ein. Dieser Umstand wurde vor allem zwischen 1950 und 1970 in Form der Fluor-Datierung für die relative Altersbestimmung von Knochenfunden genutzt.

### Archäologie und Geologie
Wenn Funde von Frühmenschen (Homininen) oder ihren Erzeugnissen in geologische Schichten eingebettet sind, lassen sie sich über diese datieren. Überreste aus fossilführenden Schichten lassen sich daher mit Hilfe von Leitfossilien genauer einordnen. Auch Großereignisse, die charakteristische überregionale Merkmale erzeugen, können den Vergleich von Schichten oder Gesteinen ermöglichen. Zum Beispiel hat sich eine Iridium-Schicht, die beim Aufprall eines großen Meteoriten entstanden ist, weltweit in alle Gesteine der damaligen Zeit eingelagert. Auch Ablagerungen von Vulkanasche lassen sich manchmal großräumig einer konkreten Eruption wie der des Vulkans vom Laacher See zuweisen.

## Absolute archäologisch-geologische Datierungsmethoden
In der Archäologie werden zahlreiche absolute Datierungsmethoden verwendet. Diese beruhen auf unterschiedlichen Ansätzen. Welche dieser Ansätze anwendbar und sinnvoll sind, entscheidet sich im Einzelfall des jeweiligen Befundes.

### Geochronologische Datierungen mittels Isotopenzerfall
Viele Methoden zur Altersbestimmung in der Geologie liefern nur sehr grobe Absolutdaten. So waren etwa die heute zerfallenen, also nicht mehr vorhandenen Radionuklide 26Al oder 53Mn bei der Entstehung des Sonnensystems noch vorhanden. Mit diesen Methoden können z. B. das Entstehungsalter von Meteoriten oder einzelner Bestandteile von Meteoriten relativ zueinander bestimmt werden. Erst durch Kalibrieren dieser relativen Datierungsmethoden mit absoluten Datierungsmethoden wie der Uran-Blei-Datierung können dann auch absolute Alter angegeben werden.
Bei den radiometrischen Methoden mit nicht 'ausgestorbenen' Radionukliden wird gemessen, wie hoch der Anteil natürlich vorkommender radioaktiver Elemente und eventuell ihrer Zerfallsprodukte ist. Da die Halbwertszeit der radioaktiven Elemente bekannt ist, kann daraus das Alter berechnet werden.
Für das Alter von Gesteinen benötigt man Elemente mit sehr langen Halbwertszeiten. Dafür eignen sich unter anderem folgende Methoden (Halbwertszeit in Klammern, siehe auch Geochronologie):
- Uran 238U → Blei 206Pb (4,5 Milliarden Jahre, Uran-Blei-Datierung)
- Uran 235U → Blei 207Pb (704 Millionen Jahre, Uran-Blei-Datierung)
- Thorium 232Th → Blei 208Pb (14 Milliarden Jahre)
- Rubidium 87Rb → Strontium 87Sr (48,8 Milliarden Jahre)
- Samarium 147Sm → Neodym 143Nd (106 Milliarden Jahre)
- Kalium 40K → Argon 40Ar (1,25 Milliarden Jahre, Kalium-Argon-Datierung)

Eine Besonderheit stellt die Aluminium-Beryllium-Methode dar, da sie vergleichend den Zerfall zweier Radioisotope nutzt, die nicht im Tochter-/Mutterisotopverhältnis stehen. Diese Methode der Oberflächenexpositionsdatierung wird auch zur Bestimmung des Alters von fossilen Hominiden-Knochen genutzt. Die Altersbestimmung erfolgt über das Aluminiumisotop 26Al und das Berylliumisotop 10Be im Mineral Quarz basiert auf dem (bekannten) Verhältnis von 26Al und 10Be, die beide durch kosmische Strahlung (Neutronen-Spallation, Myonen-Einfang) an der Oberfläche von Steinen/Mineralen entstehen. Das Verhältnis ist abhängig u. a. von der Höhenlage, der geomagnetischen Breite, der Strahlungsgeometrie und einer möglichen Schwächung der Strahlung durch Abschirmungen (z. B. Bedeckung).
In der Regel werden bei geologischen Datierungen sogenannte Isochronendiagramme verwendet. Vorteil dieser Technik ist, dass die anfängliche Konzentration und die Isotopenverhältnisse der Tochterelemente nicht bekannt sein müssen, man erhält sie vielmehr als ein weiteres Resultat, zusätzlich zum Alter der Probe. Des Weiteren hat die Isochrontechnik den Vorteil, dass zuverlässig ausgeschlossen werden kann, dass eventuelle Störungen durch Umgebungseinflüsse das gemessene Alter verfälscht haben könnten.
Der eigentliche Vorteil der radiometrischen Datierungsmethoden beruht darauf, dass die Bindungsenergien der Atomkerne um etliche Größenordnungen größer sind als die thermischen Energien der Umgebung, in welcher potentielle Proben (meist Gesteine) überhaupt existieren können. Eine Beeinflussung der Zerfallsraten (Halbwertszeiten) durch Umgebungseinflüsse kann deshalb ausgeschlossen werden, so dass die radiometrischen Alter – besonders wenn sie unter Verwendung der Isochronmethode gewonnen wurden – als sehr zuverlässig gelten.
Eine weitere absolute Datierungsmethode ist die Fission-Track-Methode. Hier werden die durch die beim radioaktiven Zerfall (z. B. spontaner Zerfall von Uran oder Zerfall von 40K zu 40Ar) entstandenen hochenergetischen Zerfallsprodukte erzeugten Kristallschäden entlang deren Flugbahnen durch Anätzen unter dem Mikroskop sichtbar gemacht und abgezählt.

### Weitere geochronologische Methoden
Bei der Warvenchronologie werden Warven, jährliche Sedimentablagerungen in Seen, ausgezählt. Der Boden bekommt durch diese Ablagerungen ein Streifenmuster. Insbesondere für Gegenden mit starker Schneeschmelze ist dieses Verfahren geeignet. Für die Eifelregion gibt es eine Chronologie der letzten 23.000 Jahre, für einen japanischen See für 45.000 Jahre und für den Lago Grande di Monticchio in Süditalien sogar für die letzten 76.000 Jahre.
Bei der Analyse von Eisbohrkernen werden die Schichten gezählt, die jedes Jahr durch den Schneefall gebildet werden.
Die Magnetostratigraphie nutzt die Tatsache, dass das Erdmagnetfeld sich im Lauf der Zeit des Öfteren umgepolt hat. Dieses Muster lässt sich in den Gesteinen wiederfinden und auszählen.

## Absolute archäologische Datierungsmethoden

### Radiokohlenstoffdatierung

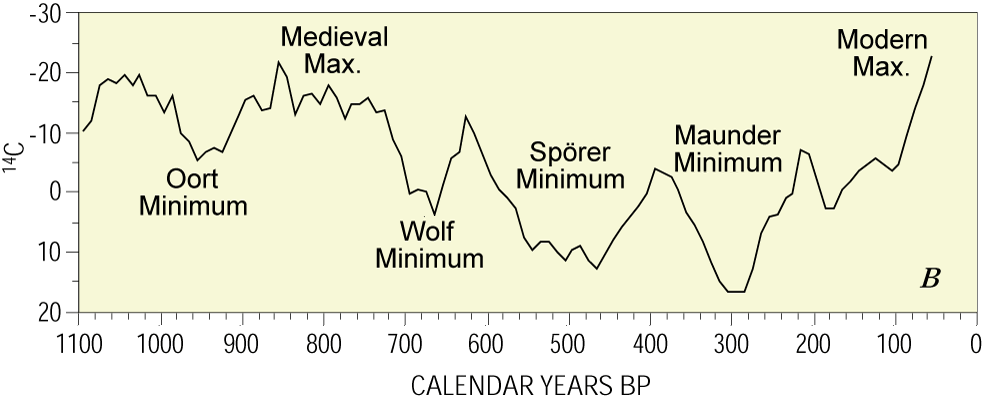
Schwankungen des C14-Anteils in der Atmosphäre über der Zeit

Zur Altersbestimmung menschlicher Hinterlassenschaften in der Archäologie sind meist Ausgangsisotopen mit kürzeren Halbwertszeiten erforderlich als in der Geologie. Hier wird vorwiegend die Radiokohlenstoffdatierung von organischen Materialien angewandt. 
Bei der Radiokohlenstoffdatierung wird der Gehalt an radioaktivem Kohlenstoff 14C, der eine Halbwertszeit von 5.730 Jahren hat, gemessen. Damit sind Altersbestimmungen bis zu 60.000 Jahren möglich. Bei älteren Proben ist der 14C-Anteil bereits zu gering, um noch gemessen werden zu können. Eine Schwierigkeit dieser Methode ist, dass der Anteil von 14C in der Erdatmosphäre nicht konstant ist. Diese Schwankungen können beispielsweise mit Hilfe der Dendrochronologie ermittelt werden.

### Dendrochronologie

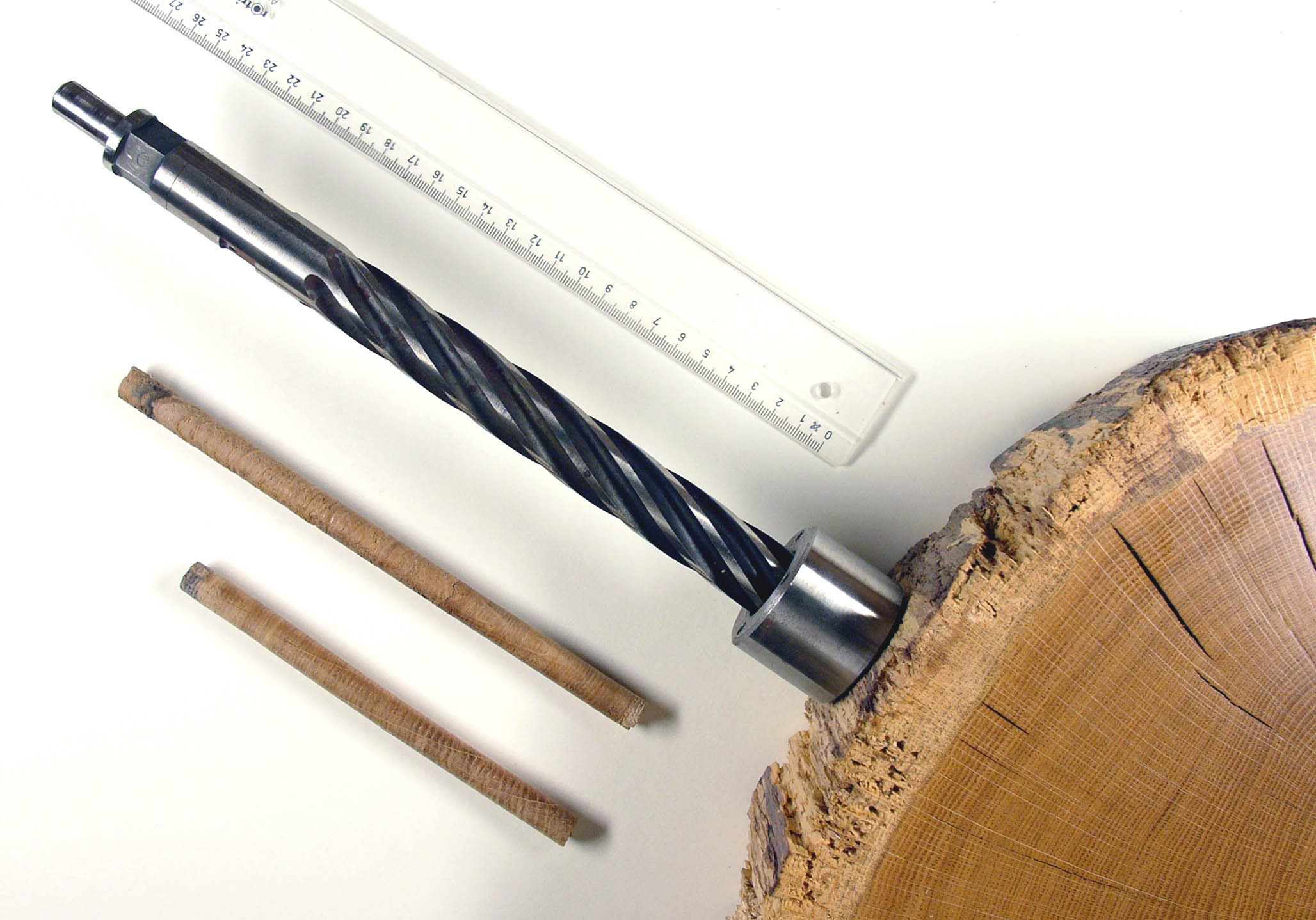
Hohlbohrer für Dendrochronologie-beprobung, links zwei Bohrkerne

Die Dendrochronologie ermöglicht es, mittels charakteristischer Jahrringe einiger Baumarten, z. B. Eichen, Datierungen vorzunehmen, die auf das Jahr genau sein können. Daher lässt sich bei guter Erhaltung die Errichtungszeit von Bauten mit erhaltenen Hölzern, etwa von Pfahlbauten oder Brunnen, die Bauzeit von Schiffen oder die Herstellung von Särgen bestimmen.

### Münzdatierungen
Bei der Münzdatierung liefern die Münzen einen terminus post quem. Das bedeutet, dass ein Fund erst in die Erde gelangt sein kann, nachdem das (jüngste) Geldstück aus diesem Fund geprägt wurde. Dabei steht zunächst nicht fest, wie lange nach der Prägung der Münze dies geschehen ist.

### Archäologische Funde (Importe)

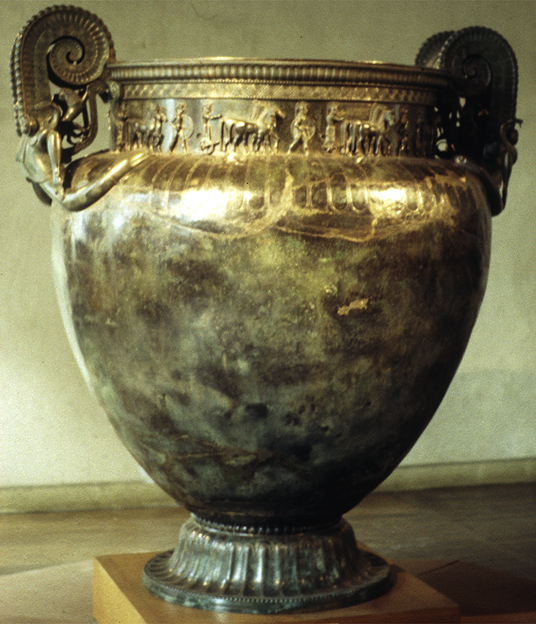
Ein besonders aufwändiger Import aus der Hallstattzeit: Der Krater von Vix

Archäologische Funde einer Kultur können auch durch absolut datierte Importgegenstände aus anderen Kulturen datiert werden. Beispiele dafür sind etwa griechische Keramik oder Bronzegefäße in Fürstengräbern der späten Hallstattzeit in Ostfrankreich und Südwestdeutschland oder Römische Importe in der Kaiserzeit in der Germania Magna.

### Verbindung mit historischen Ereignissen
Gelegentlich lassen sich archäologische Fundzusammenhänge über bekannte historische Ereignisse datieren. So wurden beispielsweise die Städte Pompeji und Herculaneum durch den von Plinius dem Jüngeren beschriebenen Ausbruch des Vesuv am 24. August 79 zerstört und verschüttet, die Gebäude in diesen Städten müssen also vor diesem Vulkanausbruch errichtet worden sein. Für Funde aus diesen Orten gilt also ein terminus ante quem von 79.
Die Einwanderung der Langobarden in Italien fand nach historischen Quellen im Jahr 568 statt. Langobardische Gräberfelder in Italien datieren daher erst in die Zeit nach 568, die Einwanderung bietet hier einen terminus post quem.
Die absolute Datierung über die Verbindung von archäologischen Funden und historischen Daten sollte generell mit großer Vorsicht vorgenommen werden, da die Gefahr eines Zirkelschlusses besteht (so genannte gemischte Interpretation). So könnte etwa die historisch belegte Zerstörung einer Siedlung dazu verleiten, eine dort gefundene Brandschicht vorschnell auf diese Zerstörung zu beziehen und nach ihr zu datieren, obwohl die Brandschicht tatsächlich von einem anderen, historisch nicht überlieferten Feuer stammt. Verhindern lässt sich ein solcher Zirkelschluss durch eine möglichst genaue, eigenständige archäologische Datierung und die Einordnung in einen größeren Zusammenhang. Für die oben genannten Beispiele bedeutet das, dass die Funde aus Pompeji (Münzen, Keramik usw.) auch ohne Kenntnis des genauen Datums eine Datierung der Zerstörung um 80 erlauben. Die Datierung der Einwanderung der Langobarden ist nach dem historischen Datum von 568 möglich, da die ältesten Grabbeigaben der Langobarden in Italien nach archäologischen Kriterien aus dem letzten Drittel des 6. Jahrhunderts stammen und spezielle Formen, etwa von Fibeln, dort vorher nicht bekannt gewesen sind, sondern nach genauen Vergleichsstücken von langobardischen Zuwanderern aus ihren bisherigen Wohngebieten in Pannonien mitgebracht wurden.

### Weitere Methoden
Einige Methoden eignen sich für relativ spezielle Anwendungsgebiete. Die Thermolumineszenzdatierung etwa dient zur naturwissenschaftlichen Altersbestimmung von Keramik. Inzwischen wurde auch die Argon-Argon-Datierung so weit verfeinert, dass die absolute Datierung historischer Ereignisse mit dieser in bestimmten Fällen möglich ist. So wurde sie 1997 verwendet, um mit ihr Bimsstein von dem Vesuv-Ausbruch, welcher Pompeji zerstörte, auf die Jahre von 72 bis 94 n. Chr. zu datieren. Damit liegt das in historischen Quellen genannten Datum (79 n. Chr.) im Bereich des quantifizierten Fehlers. Die unabhängigen Altersangaben bestätigen sich folglich gegenseitig. Eine neue Untersuchungsmethode stellt die Rehydroxylierung dar, nämlich in welchem Grade Sauerstoffbrücken in Keramik durch Eindringen von Wasser aufgebrochen worden sind. Auf diese Weise gelang es Moira Wilson von der University of Manchester und ihren Kollegen, keramische Objekte im Alter bis zu 2000 Jahren recht genau zu bestimmen.

## Zusammenführung von relativer und absoluter Chronologie
Im Regelfall sollte zunächst eine relative Chronologieabfolge erstellt werden, welche erst in einem zweiten Schritt mit absoluten Daten zusammengeführt wird. Wird dieses Prinzip missachtet, führt dies bei einer zu ungenauen oder fehlerhaften Absolutdatierung zu einer falschen Relativdatierung.